# Lindernia hyssopoides
Lindernia hyssopoides é uma espécie botânica do gênero Lindernia pertencente à família Linderniaceae.